# Pascal Lechler
Pascal Lechler (* 4. April 1968 in Hagen) ist ein deutscher Hörfunkjournalist. 

## Werdegang
Seit 1998 ist Lechler als Reporter, Redakteur und Moderator in der ARD tätig. Pascal Lechler studierte Volkswirtschaftslehre in Heidelberg. Parallel zum Studium war er für verschiedene öffentlich-rechtliche Radiosender und Zeitungen tätig. Nach einem bi-medialen Volontariat beim Mitteldeutschen Rundfunk wurde Lechler 1999 Redakteur und Moderator beim Südwestrundfunk, zunächst im Studio Mannheim, dann in der Wirtschaftsredaktion des Senders. 2006 wurde Lechler ARD-Korrespondent im Studio Genf für den Mitteldeutschen Rundfunk.
Er berichtete von den Doha-Verhandlungen der WTO, vom Genfer Autosalon, vom Weltwirtschaftsforum in Davos und in der Folge zahlreicher Schwarzgeld-Skandale über den Fall des Schweizer Bankgeheimnisses. In dieser Zeit machte er mehrere lange Features für den NDR und den Deutschlandfunk u. a. über das Steuerparadies Zug, die EM 2008, das Schweizer Bankgeheimnis, den Nationalpark Graubünden und den nationalen Zusammenhalt der Schweiz. 
2011 kehrte Lechler als Chef vom Dienst zum Südwestrundfunk in die Wirtschaftsredaktion nach Baden-Baden zurück. Von 2011 bis 2017 moderierte Lechler die Sendung SWR1 „Arbeitsplatz“. Außerdem übernahm er mehrere Auslandsvertretungen in Zürich, Genf, Brüssel und Athen.
Lechler berichtete für die ARD von den Syrien-Friedensgesprächen, den Atomverhandlungen mit dem Iran in Genf und vom Absturz der Germanwings-Maschine in den französischen Alpen im März 2015. Im August 2015 war Lechler für die ARD in Athen und berichtete über den Rücktritt der ersten Regierung des griechischen Ministerpräsidenten Alexis Tsipras. Im September 2017 wechselte Pascal Lechler ins ARD Hörfunkstudio Brüssel für den SWR, den MDR und den BR. Seit seiner Rückkehr aus Brüssel ist Lechler einer der Präsentatoren des SWR2 Tagesgesprächs.

## Auszeichnungen
Für seine Reportage über den Spreewald erhielt Pascal Lechler den Goldenen Columbus 2006.